# Théophile Delcassé
Théophile Delcassé (Pamiers, 1 de março de 1852 - Nice, 22 de fevereiro de 1923) foi um político e diplomata francês. É bem conhecidos pelo ódio à Alemanha e pelos esforços que realizou para fortalecer alianças com a Rússia e a Grã-Bretanha, que formaram a Entente Cordiale. Era radical e protegido de Léon Gambetta.

## Biografia
Foi deputado pelo Partido Radical entre 1889 e 1919, ocupando também alguns cargos como no Ministério das Colónias e no dos Negócios Estrangeiros. Nesta última posição é reconhecido como um dos artífices da Tríplice Entente. Para tal tevo que melhorar a imagem que a sociedade francesa tinha dos britânicos, valendo-se valió de acontecimentos como o caso Dreyfus. Também mediaria entre ingleses e russos.
A sua carreira diplomática está cheia de êxitos. A sua contribuição para formar a Tríplice Entente será a sua obra mais destacada, mas previamente mediou conflitos internacionais como a guerra de Cuba, e tratou de melhorar a relação entre França e outros países.
Retirou-se da vida política em 1915.